# Mélanie Laurent

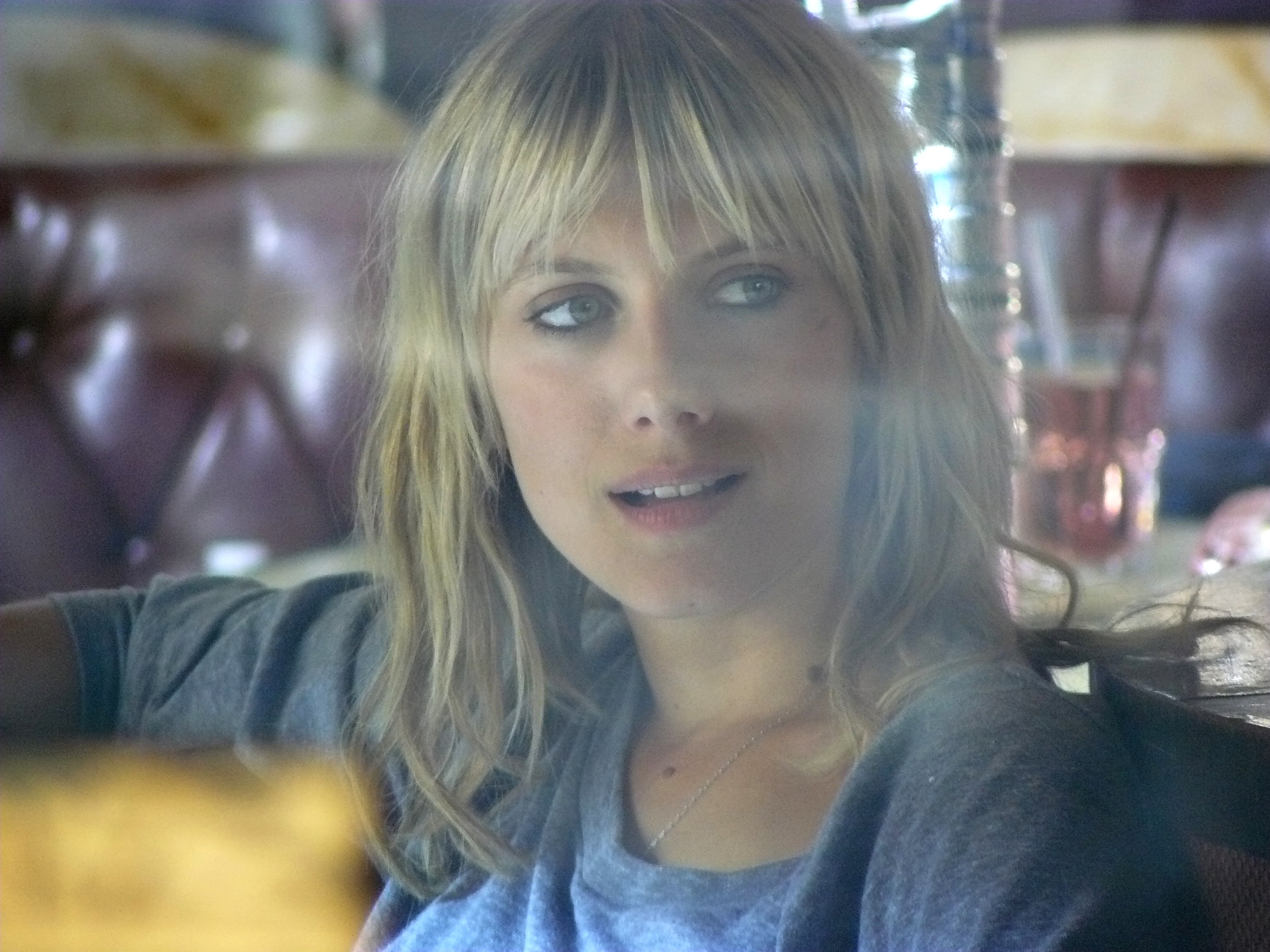
Mélanie Laurent na planie zdjęciowym (2010)

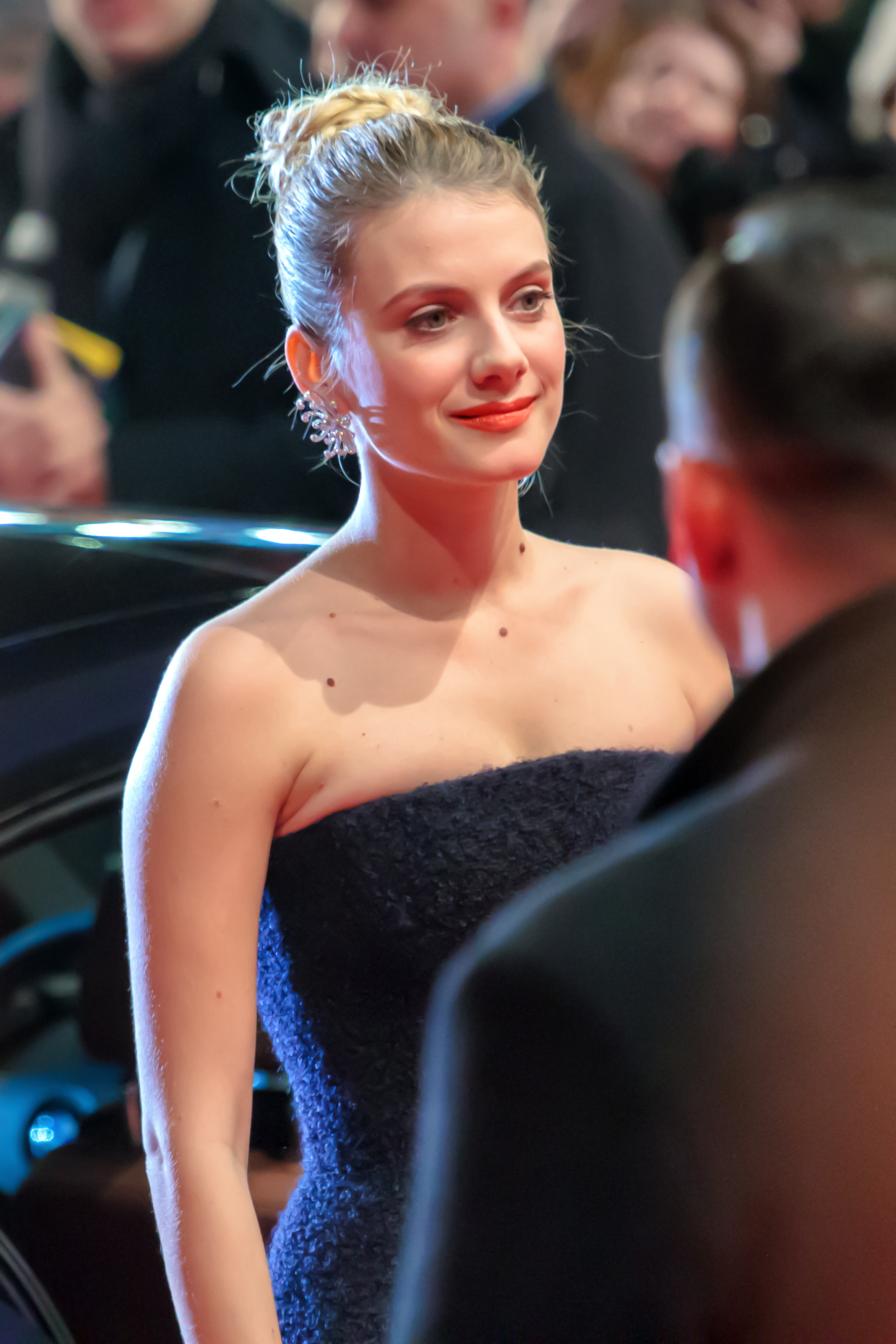
Aktorka na 63. Festiwalu Filmowym w Berlinie w 2013

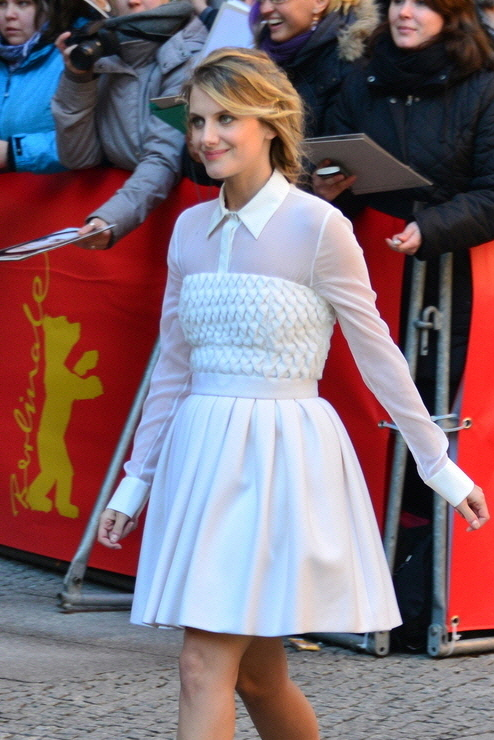
Laurent na Berlinale (2014)

Mélanie Laurent (wymowaⓘ) (ur. 21 lutego 1983 w Paryżu) – francuska aktorka, reżyserka i scenarzystka. Laureatka m.in. dwóch Cezarów. Międzynarodową rozpoznawalność przyniósł jej występ w filmie Bękarty wojny (2009). Począwszy od 2008 rozwija się coraz bardziej jako reżyserka i scenarzystka. 

## Życiorys
Mélanie Laurent urodziła się w rodzinie artystycznej pochodzenia sefardyjsko-aszkenazyjskiego odpowiednio z Tunezji i Polski. Matka Annick była nauczycielką baletu, a ojciec, Pierre Laurent, aktorem głosowym. 
W 1998 Gérard Depardieu zauważył ją, gdy odwiedziła wraz z koleżanką, córką pracownika ekipy produkcji, plan zdjęciowy filmu Asterix i Obelix kontra Cezar. Obsadził on 16-latkę we własnym filmie Most pomiędzy dwoma brzegami (1999) jako córkę jednej z bohaterek.
Występuje w filmach kina niezależnego, jak i odnoszących sukces komercyjny produkcjach Hollywood. Pojawiła się m.in. w komedii Dikkenek (2006, we Francji i Belgii ma status filmu kultowego) oraz dramacie Nie martw się o mnie (2006), który przyniósł jej Cézara w kategorii „najbardziej obiecująca aktorka”. Kolejne filmy, w których Laurent wystąpiła to m.in. Niebo nad Paryżem (2008), Bękarty wojny (2009), Debiutanci (2010), Obława (2010), Iluzja (2013), Nocny pociąg do Lizbony (2013), Ostateczna operacja (2018) i Sztuka kłamania (2018).
W 2011 częściowo we współpracy z Damienem Rice, wydała album studyjny En t'attendant (pop, piosenka francuska).
Wyreżyserowany przez nią dramat Oddychaj (2014) zebrał w przewadze pozytywne recenzje i był m.in. dwukrotnie nominowany do Cezara w kategorii obiecującej aktorki. Współreżyserowany przez nią film dokumentalny Nasze jutro (2015) został nagrodzony Cezarem w swojej kategorii.
Zasiadała w jury konkursu głównego na 74. MFF w Cannes (2021).

## Filmografia

### Aktorka
- 1998: Most pomiędzy dwoma brzegami (Un pont entre deux rives), reż. Gérard Depardieu, jako Lisbeth
- 2000: Route de nuit, reż. Laurent Dussaux, jako Francesca
- 2001: Ceci est mon corps, reż. Rodolphe Marconi, jako Clara
- 2002: Letni zawrót głowy (Embrassez qui vous voudrez), reż. Michel Blanc, jako Carole
- 2003: Jean Moulin, une affaire française, reż. Pierre Aknine, jako Alice Arguel
- 2003: Snowboardzista (Snowboarder), reż. Olias Barco, jako Célia
- 2003: La Faucheuse, (krótkometr.) reż. Vincenzo Marano i Patrick Timsit, jako Isabelle
- 2004: Ryżowa rapsodia (Hainan ji fan), reż. Kenneth Bi, jako Sabine
- 2004: Le Dernier jour, reż. Rodolphe Marconi, jako Louise
- 2005: Les Visages d'Alice (krótkometr.), jako Alice
- 2005: W rytmie serca (De battre, mon coeur s’est arreté), reż Jacques Audiard, jako dziewczyna Minskova
- 2006: Dikkenek, reż Olivier Van Hoofstadt, jako Natacha
- 2006: Nie martw się o mnie (Je vais bien, ne t’en fais pas), reż. Philippe Lioret, jako Lili
- 2006: Dni chwały (Indigènes), reż. Rachid Bouchareb, jako Margueritte village Vosges
- 2007: Le Tueur, reż. Cédric Anger, jako Stella
- 2007: Uśmiech Melodie (La chambre des morts), reż. Alfred Lot, jako Lucie Hennebelle
- 2007: L'amore nascosto (L’Amour caché), reż. Alessandro Capone, jako Sophie
- 2008: Voyage d’affaires, (krótkometr.) reż. Sean Ellis, jako recepcjonistka
- 2008: Niebo nad Paryżem (Paris), reż. Cédric Klapisch, jako Laetitia
- 2008: Kopciuszek (Cendrillon), reż. Marc Esposito, jako Kopciuszek
- 2009: Koncert (Le Concert), reż. Radu Mihaileanu, jako Anne-Marie Jacquet
- 2009: Bękarty wojny (Inglourious Basterds), reż. Quentin Tarantino, jako Shosanna Dreyfus
- 2009: Jusqu'à toi (Every Jack Has a Jill), reż. Jennifer Devoldère, jako Chloe
- 2009: L'une chante, l'autre aussi, (dokument) reż. Olivier Nicklaus, jako ona sama
- 2010: Debiutanci (Beginners), reż. Mike Mills, jako Anna
- 2010: Obława (La Rafle), reż. Roselyne Bosch, jako pielęgniarka Annette Monod
- 2010: Vous les femmes, reż. Christian Merret-Palmair, cameo
- 2011: Adoptowani (Les Adoptés), reż. Mélanie Laurent, jako Lisa
- 2011: Dzień, w którym zobaczyłam twoje serce (Et soudain, tout le monde me manque), reż. Jennifer Devoldère, jako Justine
- 2011: Requiem pour une tueuse, reż. Jérôme Le Maire, jako Lucrèce
- 2013: Wróg (Enemy), reż. Denis Villeneuve, jako Mary
- 2013: Iluzja (Now You See Me), reż. Louis Leterrier, jako Alma Dray
- 2013: Nocny pociąg do Lizbony (Un train de nuit pour Lisbonne), reż. Bille August, jako Estefania jeune
- 2014: Do nieba (Aloft), reż. Claudia Llosa, jako Jannia Ressmore
- 2014: Bumerang (Boomerang), reż. François Favrat, jako Agathe Rey
- 2015: Nad morzem (By the Sea), reż. Angelina Jolie, jako Léa
- 2016: Wieczność (Éternité), reż. Trần Anh Hùng, jako Mathilde
- 2017: Ostatni Paryżanie (Les Derniers Parisiens), reż. Hamé (Mohamed Bourokba), jako Margot
- 2017: Mój synek (Mon garçon), reż. Christian Carion, jako Marie Blanchard
- 2017: L'auto-stoppeuse (krótkometr.), jako Émilie
- 2018: Sztuka kłamania (Le Retour) du héros, reż. de Laurent Tirard, jako Elisabeth
- 2018: Ostateczna operacja (Operation Finale), reż. Chris Weitz, jako Hanna Elian
- 2018: Mia i biały lew (Mia et le Lion blanc), reż. Gilles de Maistre, jako Alice Owen
- 2019: 6 Underground, reż. Michael Bay, jako Camille / Two
- 2021: O2, reż. Alexandre Aja

## Wybrane nagrody
- 2006: Nagroda im. Romy Schneider, za film Nie martw się o mnie (Je vais bien, ne t’en fais pas)
- 2007: Złota gwiazda kina francuskiego za objawienie kobiece, za film Nie martw się o mnie
- 2007: Cezar (kategoria: najbardziej obiecująca aktorka), za film Nie martw się o mnie
- 2010: Nagroda Gildii Aktorów Ekranowych (kategoria: wybitny występ zespołu aktorskiego w filmie kinowym), za film Bękarty wojny[9]
- 2016: Cezar (kategoria: najlepszy film dokumentalny), za film Nasze jutro (fr. Demain)